# 吉奧夫·赫斯特
吉奧夫·查爾斯·赫斯特爵士 MBE （1941年12月8日—）是一名英格蘭前職業足球運動員，司職前鋒。他是首位在世界盃決賽中上演帽子戲法的人，當時英格蘭隊在1966年溫布利球場以4比2戰勝了西德隊。
赫斯特的職業生涯始於西罕聯隊，在那裡他在一線隊出場500次，踢進242個球。他贏得1964年的足總盃和1965年的歐洲盃賽冠軍盃。1972年，他以80,000英鎊的價格轉至斯托克城。在斯托克城的三個賽季後，他在1973年贏得沃特尼杯，1976年他在西布罗姆维奇結束他的足球聯賽生涯。赫斯特去了愛爾蘭（科克-凱爾特人）和美國（西雅圖海灣隊）踢球，之後回到英格蘭，管理非聯賽的特爾福德聯隊。在1979年至1981年擔任切爾西主教練之前，他還在英格蘭隊中擔任過教練，為期兩年。後來他在離開賽場專注於他的商業承諾之前在科威特SC執教。
赫斯特總共為英格蘭隊出場49次，踢進24球，除了在1966年世界盃上取得成功外，他還參加1968年歐洲錦標賽和1970年國際足總世界盃。他也有過短暫的板球生涯，在1962年為埃塞克斯隊出場過一次一級聯賽，之後便專心於足球。

## 外部連結
- The official website of Sir Geoff Hurst MBE （页面存档备份，存于） geoffhurst.com
- 足球資料庫：Geoff Hurst的領隊統計數據
- Geoff Hurst at CSA Celebrity Speakers